# Jamila
Jamila es un yacimiento arqueológico situado en Villanueva de los Infantes (provincia de Ciudad Real, España) que hace alusión al núcleo de repoblación mencionado en el siglo XIII como Jamila o Villar de Iamba.
Jamila es uno de los lugares que la Orden de Santiago repobló en el Campo de Montiel durante la época de la Reconquista en la Edad Media, una comarca donde desde la primera mitad del siglo XIII hay evidencias continuas de poblamiento. Cuenta la leyenda que en 1333 se despobló definitivamente debido a la anegación del río Jabalón.

## Entorno Geográfico
Jamila se encuentra en un lugar privilegiado dentro de los sistemas tradicionales de comunicación de la zona de Campo de Montiel.

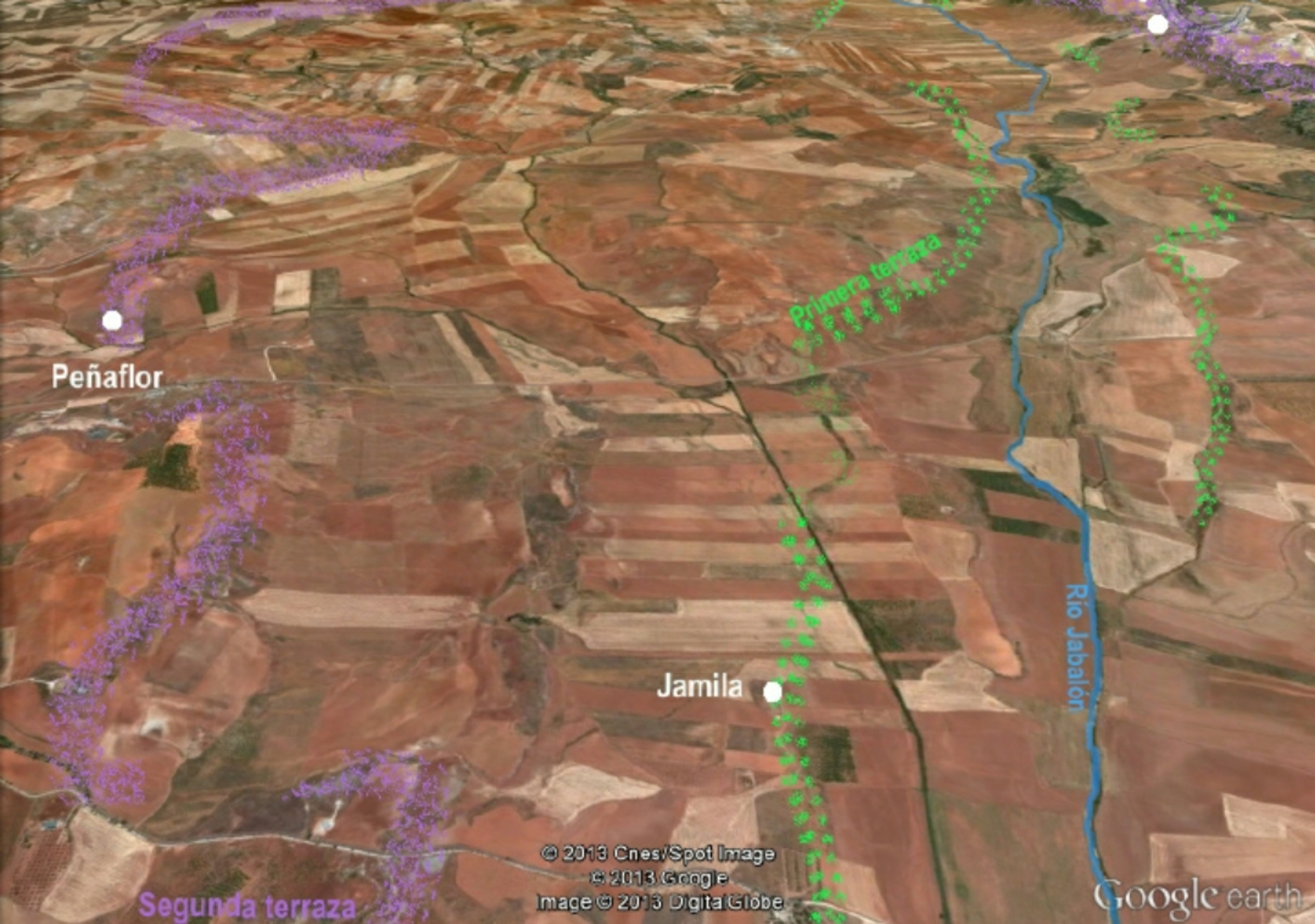
Alto valle del río Jabalón

El yacimiento de Jamila se sitúa a unos 5 km del centro de Villanueva de los Infantes y cerca del actual santuario de la Virgen de la Antigua. 
Desde del punto de vista geográfico Jamila se sitúa en el valle del río Jabalón. Este valle tiene cerca de 2 km de ancho con un altitud de unos 830-900 metros. Este terreno se presenta en dos niveles de terraza. El primero de los niveles se encuentra a unos 700 metros del cauce del río, levantándose unos 10-20 metros sobre el mismo. El segundo nivel es más elevado que el anterior, con unos 860-950 metros de altitud. Esta elevación permite que la mayoría de los enclaves se sitúen aquí al permitir mayor control visual del valle.
Jamila se encuentra dentro del término municipal de Villanueva de los Infantes. Se sitúa sobre una elevación de unos 15 metros sobre el nivel del valle, denominada " Cerrillos de Barrabás". Este yacimiento  es el único enclave que se encuentra en la primera de las terrazas del valle. Su posición le permite tener un control visual del valle, lo que lo convierte en un importante punto de referencia visual y sonora de cara a las comunicaciones del valle del Jabalón.

## Historia
En 1987 Jamila saltó a la luz pública y fue excavado en los años 90 y 2000 por el Proyecto Arqueológico Entorno Jamila, que ha mantenido un enfoque constante en la excavación y restauración, liderado inicialmente por Juan José Espadas Pavón y posteriormente por Pedro R. Moya-Maleno junto a diversos colaboradores. La actividad de proyecto Arqueológico fue puesto en cuestión por la comunidad académica, al haber defendido la teoría de ser un monumental edificio religioso, en un primer momento de carácter romano y después de carácter medieval. Los estudios realizados por la arqueóloga Carmen García Bueno y, más recientemente, por el historiador Carlos Javier Rubio confirman el carácter político-administrativo del edificio y la cronología bajo medieval (S. XIII). Las crónicas decimonónicas eruditas ubicaban aquí la colonia Antiquaria Augusta. En cualquier caso, se encontraron restos constructivos datados en la época romana durante la primera fase de excavación, con el arqueólogo Juan José Espadas Pavón. La mayoría de esos restos, lamentablemente, están ilocalizables hoy en día.

## Monumento e interpretaciones
Lo más llamativo del yacimiento es el gran edificio rectangular delimitado por un muro exterior con un espesor de más o menos 1 metro. Tiene una extensión de 2000 m² y unas dimensiones de 55 largox33 ancho aproximadamente. Está orientado al Sur y compuesto por un gran espacio principal y al menos dos naves. Una nave lateral alargada de época medieval del siglo XIII, sobre base romana, tenía una estancia monumental orientada al valle del río, de unos 460 m², recorrida por 14 grandes columnas cilíndricas centrales de un metro de diámetro, de la que sólo era accesible desde el interior desde una centrada escalera.

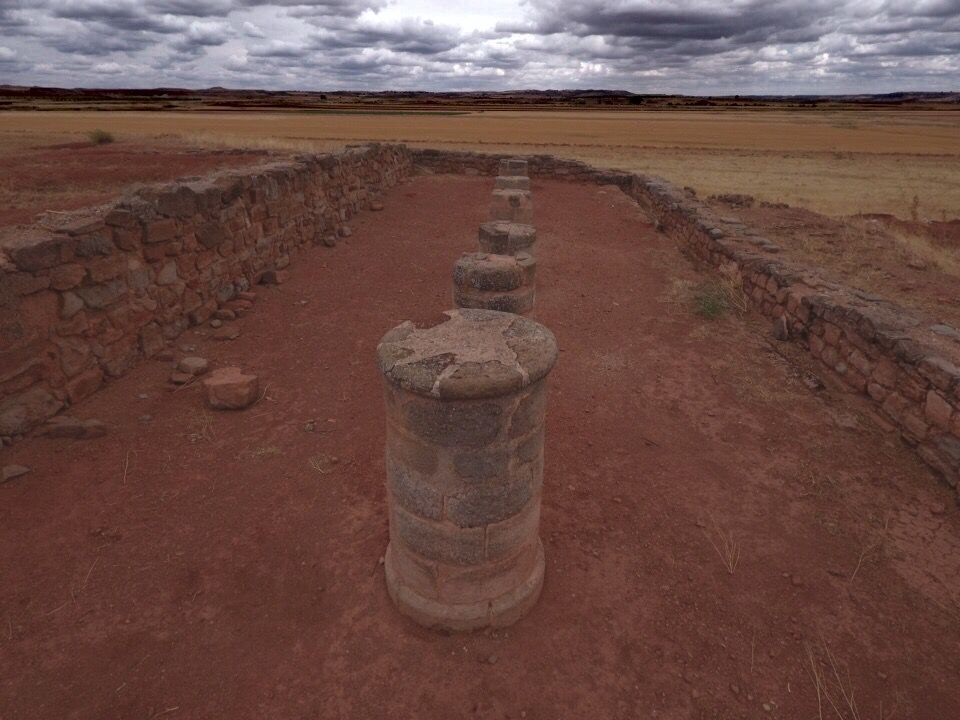
Zona columnada de Jamila, espacio sur.

El proyecto Arqueológico Entorno Jamila interpretó todo el complejo como un templo religioso, ya que cerca del edificio está el santuario de Ntra Sra de la Antigua, que en época medieval recibió el nombre de "Jamila". Las excavaciones arqueológicas, llevadas a cabo por el proyecto arqueológico entorno Jamila, sacaron a la luz un fragmento de campana de bronce. Esto les hizo reafirmar la función religiosa del lugar, muestra que el final de este edificio fue trágico y violento, provocado por un gran incendio, que tuvo que tener una gran magnitud pues devastó cuanto menos toda el área columnada. Las decoraciones arquitectónicas y el fragmento de campana, así como la mención a Nuestra Señora de Jamila, hicieron pensar en la posibilidad de asociar el edificio columnado al significado mismo del término de Jamila, que significa "belleza, hermosura" y se trataría de un culto mariano medieval, de la etapa de la Repoblación. Posteriormente, en la etapa bajomedieval, en esta zona se levantó una unidad doméstica a modo de cortijada, en la que se reutilizaron numerosos sillares y tambores de columnas de la fase monumental de época romana. Correspondiente con ella, también en este espacio central se ha encontrado una vaciado circular, utilizado como basurero, en cuyo interior se encontraron numerosos fragmentos de cerámicas y desperdicios. Algunas de estas cerámicas se identificaron como ibéricas y podría tratarse de un primer asentamiento de cronología protohistórica.
Las interpretaciones del Proyecto Arqueológico Entorno Jamila sobre este yacimiento pronto fueron puestas en cuestión por la arqueóloga Carmen García Bueno, quien en el año 2000 encontró el respaldo del académico de la Real Academia de la Historia, el Dr. José María Blázquez, para refutar estas teorías y encuadrar la cronología a la época medieval y la función original del yacimiento a la administrativa. Estas refutaciones provocaron un cambio de director del Proyecto Arqueológico, el cual acabó aceptando la nueva cronología, pero mantuvo sus dudas en la funcionalidad del monumento. La postura político-administrativa es defendida hoy por el historiador Carlos Javier Rubio, quien propone que el término "Jamila" no proviene del árabe "belleza", "hermosura"; sino del mismo castellano, que fue usado en la Edad Media para definir los lugares fangosos y actualmente se usa en Jaén y Granada para denominar las balsas y charcas de alpechín que dejan los molinos de aceite. Para este investigador, el edificio fue en origen el centro administrativo de una heredad, de una típica explotación agropecuaria de la Orden de Santiago, que en la documentación medieval son conocidas como Casas Llanas. La gran sala columnada se trató de un espacio de almacenaje y residencia señorial, con al menos dos plantas, cuya planta alta serviría de almacén de granos, para salvarlos de la humedad del lugar; y el edificio norte de una casa-horno, que sería monopolio feudal de la heredad. Este edificio tendría otros asociados en las inmediaciones, como un molino de agua, que está documentado en la documentación medieval.

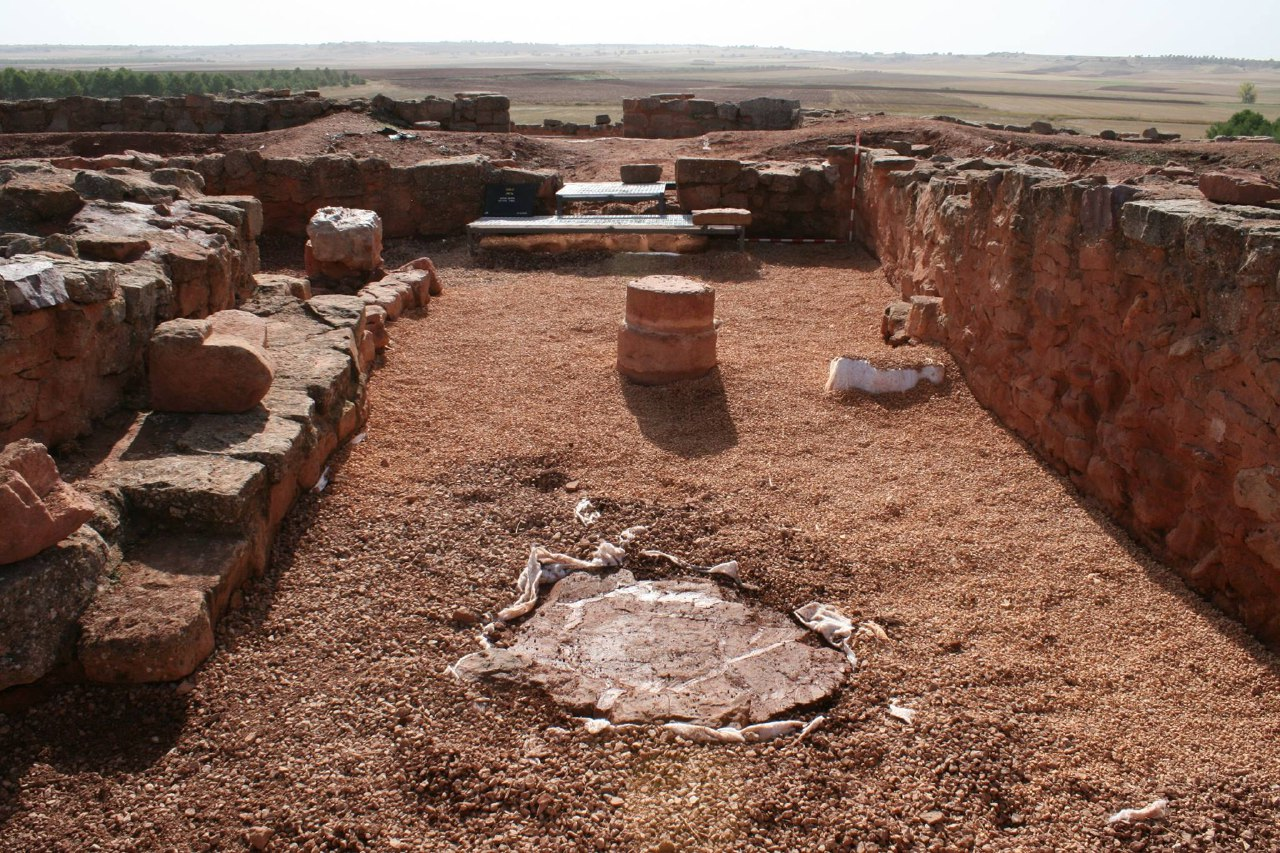
Horno. Espacio norte.

## Acceso
Al yacimiento se accede por la carretera que va hacia Almedina, por un camino asfaltado a mano derecha, dirección al actual santuario de la Virgen de la Antigua.